# ふくしま県民の森
ふくしま県民の森(ふくしまけんみんのもり)は福島県安達郡大玉村にある県民の森である。別名フォレストパークあだたら。

## 概要
1968年より明治百年記念事業として福島県により造成が始まり、1972年10月27日に落成式が行われ開業した。標高500～900mの高原地帯に広がる広さ約700haの森林公園であり、遊歩道やキャンプ場、森林館、植物園などが設けられた。1996年より広さ90haに及ぶオートキャンプ場が整備され、1998年に開業しフォレストパークあだたらの愛称が名付けられた。オートキャンプ場の管理棟を兼ねるビジターセンターには地下600mから湧き出す源泉を用いた温泉施設も設けられている。

## 施設
森林学習エリア
- ユースキャンプ場
- 森林館

周辺の動植物や地域の品業に関する展示施設である。
- 森林学習館

イベントや学習活動で用いる研修室、木工室が備えられている。
- 炭焼き体験施設
- 散策路

オートキャンプ場
- ビジターセンター

カフェ、ショップが設置されており、キャンプ用品などのレンタルも行っている。
- - 温泉施設

内湯、露天風呂を備える。泉質はぬめりのあるナトリウム炭酸水素塩泉で、泉温は55.8℃である。
- コテージ（20棟）

電源や調理器具が備え付けられており、室内外での焚火は禁止されている。
- トレーラーサイト

アメリカエアストリーム社製のトレーラーが常設されている。
- テントサイト

トレーラー用、普通車用の個別サイトとフリーサイトが用意されており、個別サイトには電源、水道が一部設置されている。
- サテライトハウス（5棟）

テントサイト各区画に設けられており、炊事場、シャワー室などがある。
- ロープ遊具

## アクセス
- 東北自動車道本宮IC、二本松ICからそれぞれ車で20分。

## 周辺
- アットホームおおたま - 大玉村営の温泉宿泊施設。
- 福島県環境創造センター野生生物共生センター
- 岳温泉
- 二本松青年海外協力隊訓練所
- 福島県道380号岳温泉大玉線 - 当施設のアクセス道路を兼ねる。